# حوزه انتخابیه فیروزآباد، فراشبند و قیر و کارزین
حوزهٔ انتخاباتی فیروزآباد، فراشبند و قیر و کارزین یکی از پانزده حوزه استان فارس برای انتخابات مجلس شورای اسلامی است. این حوزه به مرکزیت فیروزآباد، ۱ نماینده داشته و نماینده فعلی آن محمدمهدی فروردین می‌باشد.
مشاهیران و چهره های شاخص منطقه فیروزآباد فراشبند و قیروکارزین
از جمله چهره های مطرح این منطقه می توان به آقای منوچهر حاجی زاده با سابقه ای برجسته در حوزه آموزشی،اجرایی و قضایی در سطح استان فارس اشاره نمود.
سابقه اجرایی منوچهرحاجی زاده
به عضویت در شورای اسلامی بخش دهرم شهرستان فراشبند استان فارس،بخشدار بخش دهرم شهرستان فراشبند استان فارس،بخشدار بخش طسوج شهرستان کوار استان فارس اشاره نمود.
سابقه آموزشی ایشان معلم در شهرستان فراشبند و ناحیه یک شیراز و همچنین عضو اصلی و نائب رئیس هیئت رسیدگی به تخلفات اداری اداره کل آموزش و پرورش استان فارس و عضو اصلی دانشگاه فرهنگیان استان فارس نیز اشاره نمود.
همچنین منوچهر حاجی زاده عضو کانون وکلای دادگستری فارس و کهگیلویه و بویراحمد و از وکلای برجسته و توانمند در سطح استان فارس و شهرستان های شیراز و فیروزآباد نیز می باشد.

## نمایندگان ادوار مختلف
| دوره    | زمان انتخابات   | نام نماینده           | تعداد آراء | کل آراء اخذ شده | حزب  |
| ------- | --------------- | --------------------- | ---------- | --------------- | ---- |
| اول     | ۲۴ اسفند ۱۳۵۸   |                       |            |                 |      |
| دوم     | ۲۶ فروردین ۱۳۶۳ | خداکرم جلالی          |            |                 |      |
| سوم     | ۱۹ فروردین ۱۳۶۷ | خداکرم جلالی          |            |                 |      |
| چهارم   | ۲۱ فروردین ۱۳۷۱ | خداکرم جلالی          |            |                 |      |
| پنجم    | ۱۸ اسفند ۱۳۷۴   | سهراب بهلولی قشقایی   |            |                 |      |
| ششم     | ۲۹ بهمن ۱۳۷۸    | سهراب بهلولی قشقایی   |            |                 |      |
| هفتم    | ۱ اسفند ۱۳۸۲    | سید یونس موسوی سرچشمه | ۳۸٬۴۱۳     | ۱۲۵٬۳۰۱         |      |
| هشتم    | ۲۴ اسففند ۱۳۸۶  | سید یونس موسوی سرچشمه |            | ۱۳۳٬۸۱۷         |      |
| نهم     | ۱۲ اسفند ۱۳۹۰   | نادر فریدونی          | ۶۴٬۰۲۶     | ۱۳۳٬۸۸۵         |      |
| دهم     | ۷ اسفند ۱۳۹۴    | کوروش کرم‌پور حقیقی    | ۴۸٬۹۷۳     | ۱۴۴٬۳۲۹         |      |
| یازدهم  | ۲ اسفند ۱۳۹۸    | محمدمهدی فروردین      | ۲۹٬۶۶۱     | ۹۲٬۸۸۶          | شانا |
| دوازدهم | ۱۱ اسفند ۱۴۰۲   | محمدمهدی فروردین      | ۳۶۴۱۰      | ۱۰۳۱۰۰          | -    |

## پی‌نوشت و منبع
1. ↑  «نتایج شمارش آرا در 16 حوزه انتخابیه دیگر اعلام شد». وب سایت وزارت کشور. ۲ اسفند ۱۳۸۲.[پیوند مرده]
2. ↑  «آخرین نتایج انتخابات مجلس در استان فارس». خبرگزاری جمهوری اسلامی ایران ـ ایرنا. ۲۵ اسفند ۱۳۸۶.
3. ↑  «حضور ۸۹ درصدی فیروزآبادی‌ها در نهمین دوره انتخابات مجلس». خبرگزاری فارس. ۱۶ اسفند ۱۳۹۰.
4. ↑  «نتایج قطعی شمارش آرا درحوزه انتخابیه فیروزآباد، فراشبند و قیروکارزین». باشگاه خبرنگاران جوان. ۹ اسفند ۱۳۹۴.
5. ↑  «نتایج رسمی انتخابات مجلس در حوزه‌های انتخابیه سراسر کشور+ تعداد آرا». خبرگزاری فارس. ۳ اسفند ۱۳۹۸.

- «جدول حوزه‌های انتخابیه در انتخابات دهمین دورهٔ مجلس شورای اسلامی» (PDF). مرکز پژوهش و سنجش افکار صدا و سیما. بایگانی‌شده از اصلی (PDF) در ۵ اکتبر ۲۰۱۸. دریافت‌شده در ۱۸ ژوئیه ۲۰۱۶.